# Hofrichter József
Hofrichter József (Pest, 1779. december – Pest, 1835. február 26.) magyar építőmester, a klasszicizmus jelentős pesti képviselője.

## Életpályája
1801–1803 között a terézvárosi templom építésénél pallér, majd Thallher állami építészeti igazgató munkatársa volt. 1807-ben lett építőmester. 1831-ben választópolgár volt Pesten. 

### Munkássága
Vándorévei alatt Bécsben, utána Pesten dolgozott. Több lakóházat tervezett és épített, melyek közül több még ma is áll.

## Épületei
- Szemerédy-ház (Apáczai Csere János utca 3.) (1811)

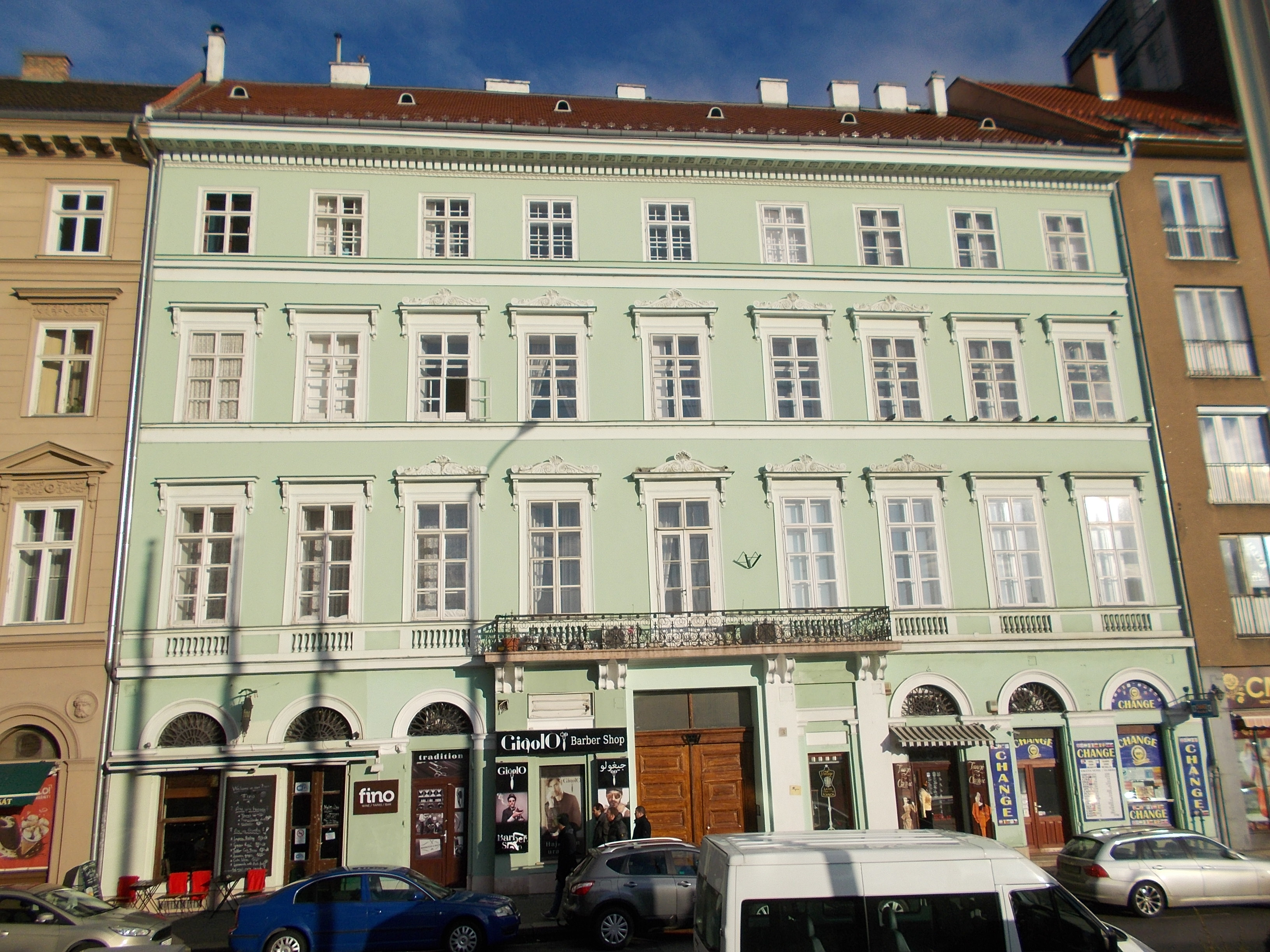
Szemerédy-ház

- Kálvin téri református templom (1816-1830)

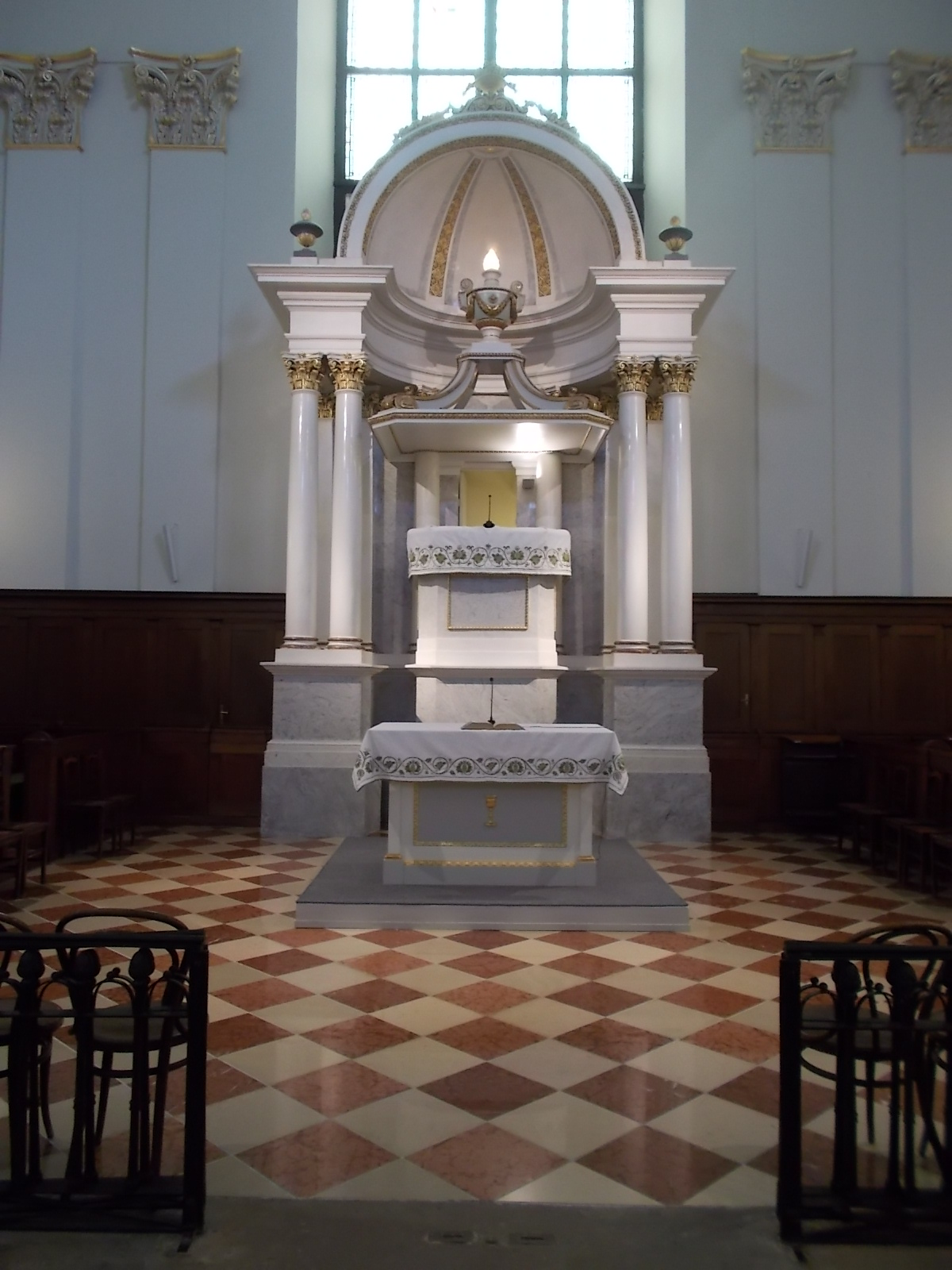
Kálvin tér református templom

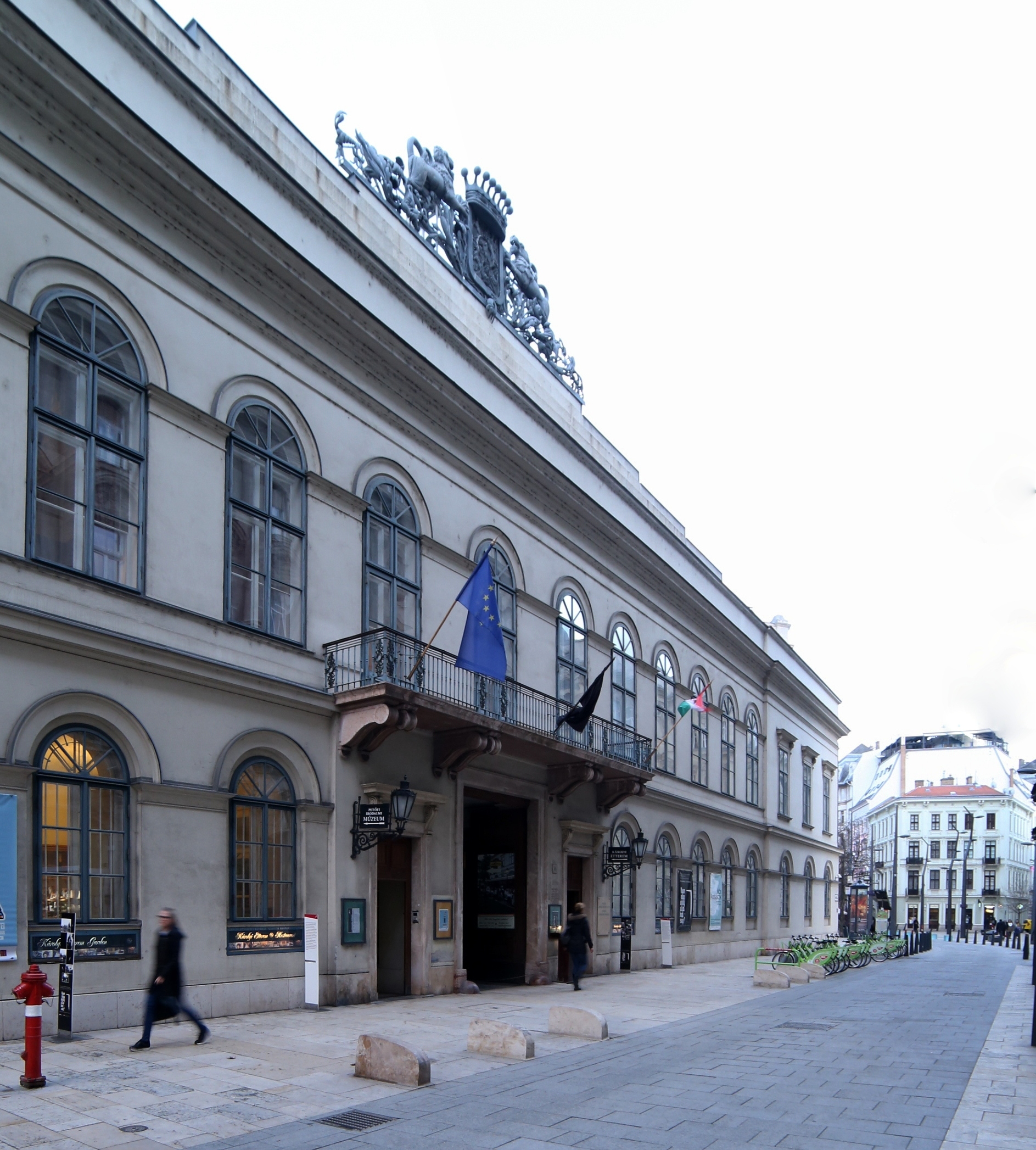
Károlyi-palota

- Károlyi-palota (1832-)

- kecskeméti református templom
- Semmelweis u. 11.
- Semmelweis u. 6.